# Palacio Errázuriz Urmeneta
El Palacio Errázuriz Urmeneta es un edificio de inspiración neoclásica ubicado en el n.º 1656 de la avenida Libertador Bernardo O'Higgins de Santiago de Chile, en pleno barrio Dieciocho, sitio predilecto de la alta sociedad santiaguina del siglo XIX. Fue construido por el arquitecto italiano Eusebio Chelli a petición del agrimensor y político Maximiano Errázuriz Valdivieso en 1872. La mansión deslumbró por su lujo a la sociedad de la época y fue catalogada por muchos como la mejor casa de Santiago, ubicándola por sobre el Palacio Cousiño.

## Arquitectura
De aspecto sobrio e imponente, el Palacio Errázuriz responde a las características formales del neoclásico, con una clara influencia Italiana. Su fachada principal posee 3 volúmenes, uno central de 2 pisos, y 2 laterales de 1 piso, que se adelantan formando una extensa terraza, antiguamente decorada con esculturas.
Es original su acceso por el pabellón oriente y no por el lujoso pórtico de doble altura, con sus columnas jónicas y corintias. Se ingresa por un gran patio de honor, evocativo a las villas del Renacimiento. Una loggia antecedida por la escalinata de mármol da la bienvenida a la casa. En su interior los espacios se ordenan en torno al grandioso hall de doble altura, donde destaca su elaborado piso con distintos tipos de mármol. 
Todas los salones poseen parqués de finas maderas y antiguamente estaban entelados en seda. Destaca su gran salón, su enorme salón de baile, decorado antiguamente con relieves y espejos venecianos, el comedor, el salón de fumar, el salón de juegos, el salón de tertulias, la biblioteca, etc. 
La casa poseía en total 12 salones en el primer piso y al menos 10 dormitorios en la segunda planta, y su fachada posterior sigue los mismos patrones neoclásicos, destacándose la loggia curvada que crea un pequeño balcón. Por otra parte, su parque poseía un estilo romántico, pero fue alterado con el paso de los años, durante los años 1980 la construcción de la Carretera Panamericana expropió gran parte del jardín.

## Propietarios
Su primer propietario y constructor fue Maximiano Errázuriz Valdivieso, rico industrial, minero y hacendado, casado con Amalia Urmeneta, hija del empresario industrial y político José Tomás Urmeneta, luego próspero empresario minero. En 1886, fue vendido a Ramón Cruz Moreno, el mayor coleccionista del país, que alhajó la casa sin problemas; era padre del reconocido arquitecto chileno Alberto Cruz Montt. En 1907, fue traspasado al abogado y empresario Aurelio Valdés Morel, que lo vendió en 1925 al empresario y político Agustín Edwards Mac-Clure, fundador del diario El Mercurio, y su esposa Olga Budge Zañartu, que convirtieron la casa en el centro social santiaguino por largos años. En 1941, el gobierno de Brasil lo adquirió para convertirlo en embajada, labor que ya no cumple.